# Comunitat de comunes de Belle-Île-en-Mer
La Comunitat de municipis de Belle-Île-en-Mer (en francès communauté de communes de Belle-Île-en-Mer, en bretó Kumuniezh kumunioù ar Gerveur) és una estructura intercomunal francesa, situada al departament del Morbihan a la regió Bretanya. Té una extensió de 85,63 kilòmetres quadrats i una població de 5.158 habitants (2009).

## Composició
Agrupa les 4 comunes situades a l'illa de Belle-Île-en-Mer :
1. Bangor
2. Le Palais
3. Locmaria
4. Sauzon